# Sidney Edward Mezes
Sidney Edward Mezes (23 septembre 1863 – 10 septembre 1931) est un philosophe américain.

## Biographie
Il est né le 23 septembre 1863, dans l'actuelle ville de Belmont, en Californie, d'un père espagnol et d'une mère italienne. Il obtient son diplôme d'ingénieur en 1884 à l'université de Californie à Berkeley et est membre de la fraternité Chi Phi (en). De retour à l'université, il obtient son diplôme de philosophie en 1890 à l'université Harvard, où il obtient un doctorat en 1893. De 1893 à 1894, il enseigne la philosophie à l'université de Chicago. À partir de 1894, il occupe pendant 20 ans des postes à l’université du Texas, où il devient professeur en 1906. À partir de 1908, il est président de l’université.
En 1914, il devient président du collège de la ville de New York. En 1917, il est nommé directeur de The Inquiry (en), groupe de réflexion créée par Woodrow Wilson pour étudier la position diplomatique qui succéderait à la fin victorieuse de la Première Guerre mondiale. Il fait partie de la Commission américaine de négociation de la paix (en) au traité de Versailles en 1919.
En 1896, il épouse Annie Olive Hunter, une belle-sœur d'Edward Mandell House.
Il est décédé le 10 septembre 1931 à Pasadena en Californie.

## Œuvres
- The Conception of God, A Philosophical Discussion Concerning the Nature of the Divine Idea as a Demonstrable Reality (1897) en collaboration avec Josiah Royce, Joseph Le Conte, George Holmes Howison ;
- Ethics, Descriptive and Explanatory (1901) ;
- What Really Happened at Paris, édité par Charles Seymour & Edward Mandell House (1921).